# Hulehøj
Hulehøj er en jættestue fra den yngre stenalder, der ligger i Østerskov på Bogø. Den blev opført mellem 3500 2800 f.v.t., hvilket vil sige under tragtbægerkulturen. Den består af et kammer og en passage ind igennem højen til kammeret. Gravkammeret er 6,3 m langt og 2 m bredt, og gangen derind er 5,5 m lang. Kammeret har 5 dæksten, der understøttes af 14 bæresten. Passagen har bevaret 7 bæresten mod øst og 9 sten mod vest. Dækstenene over passagen er fjernet.
Jættestuen blev restaureret af Nationalmuseet i 1994, hvor man udskiftede nogle gamle jernbeslag, der støttede dækstenene.
Østerskov indeholder en række fortidsminder, mens Hulehøj er den mest kendte.